# Zenopsis oblonga
Zenopsis oblonga is een straalvinnige vissensoort uit de familie van de zonnevissen (Zeidae). De wetenschappelijke naam van de soort is voor het eerst geldig gepubliceerd in 1989 door Parin.